# Колемањавино (Фрозиноне)
Колемањавино је насеље у Италији у округу Фрозиноне, региону Лацио.
Према процени из 2011. у насељу је живело 62 становника. Насеље се налази на надморској висини од 646 м.